# Freycinetia discoidea
Freycinetia discoidea är en enhjärtbladig växtart som beskrevs av Ugolino Martelli. Freycinetia discoidea ingår i släktet Freycinetia och familjen Pandanaceae. Inga underarter finns listade.